# YUKOS

Yukos

A YUKOS ("ЮКОС", em russo, aglutinação para Petrolífera do Sul) é uma das maiores empresas do mundo, e a maior da Rússia, atuante no setor de extração, transporte, refino e distribuição de petróleo.
Seu antigo dono era Mikhail Khodorkovsky, que adquiriu a empresa após o colapso da União Soviética, em 1991. A Yukos foi vendida nas privatizações de estatais russas ocorridas nos anos 90.
Com o passar dos anos, a Yukos tornou-se objeto de disputas judiciais, já que a poderosa pretolífera continha uma dívida de 27,5 bilhões de dólares em impostos atrasados. O governo russo resolveu tomar a empresa e aprisionar Khodorkovsky.
O empresário foi acusado de sete crimes, incluindo fraude, roubo e sonegação fiscal. O processo durou onze meses e Khodorkovsky acabou condenado, em maio de 2005, a nove anos de prisão. O empresário, opositor do presidente russo Vladimir Putin, diz que seu julgamento foi uma farsa.
Durante o julgamento, a principal filial da petrolífera russa Yukos, a Yuganskneftegaz, foi vendida ao grupo financeiro russo Baikal Financial por US$ 9,34 bilhões, em um leilão realizado pelo governo. A petrolífera russa Rosneft—companhia 100% pública—comprou, por sua vez, o grupo Baikal em janeiro de 2007.